# Svjetski kup u vaterpolu 1995.
Svjetski kup u vaterpolu 1995. deveto je izdanje ovog natjecanja. Održan je u Atlanti u SAD-u od 12. do 17. rujna. To je prvi SK na kojem je nastupila Hrvatska. 

## Konačni poredak
| Mj. | Država     |
| --- | ---------- |
| 1.  | Mađarska   |
| 2.  | Italija    |
| 3.  | Rusija     |
| 4.  | SAD        |
| 5.  | Španjolska |
| 6.  | Grčka      |
| 7.  | Nizozemska |
| 8.  | Hrvatska   |